# Suicide Squad

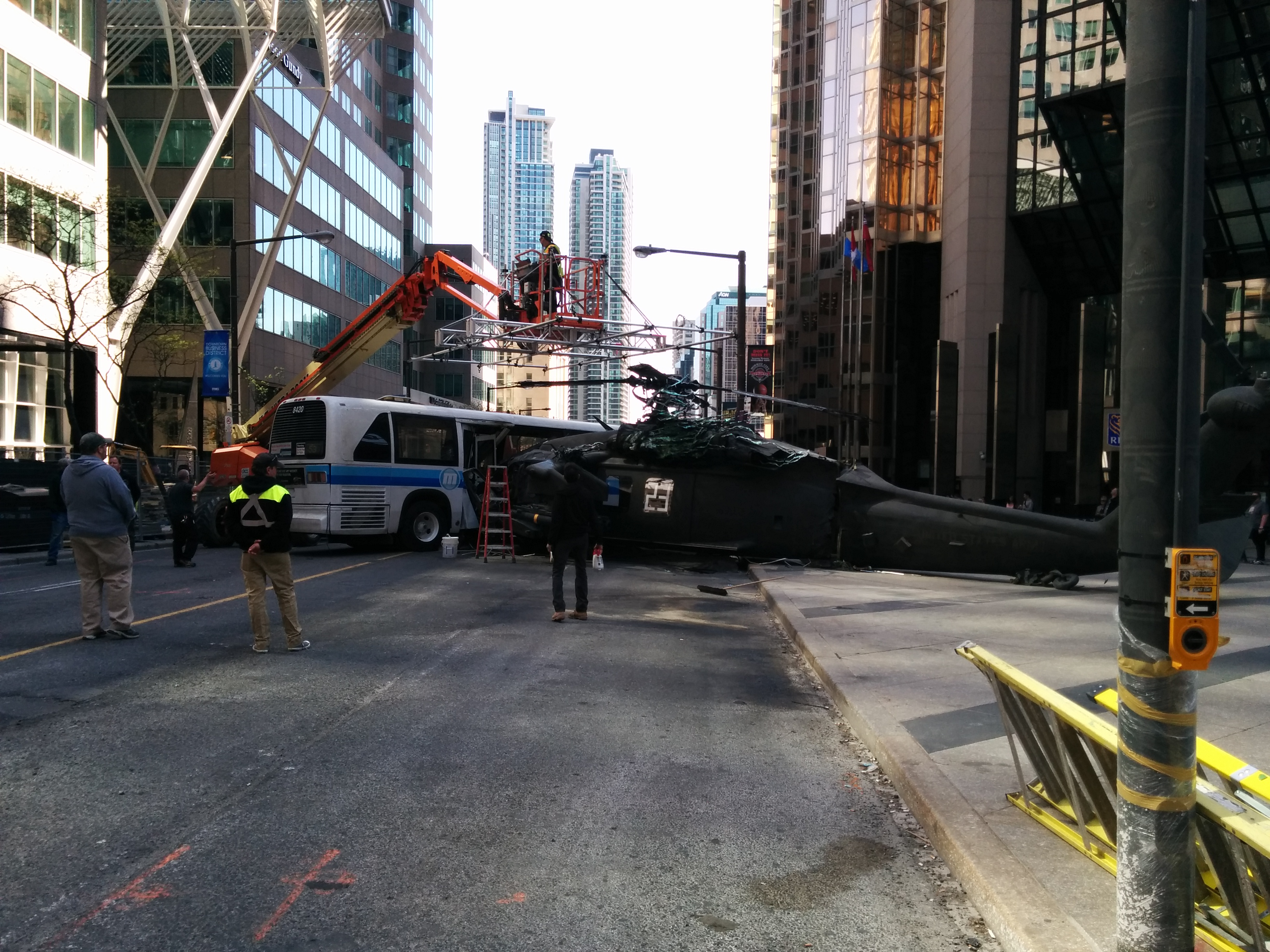
Tijdens de opnames van een gecrashte helikopter in mei 2015 in het centrum van Toronto.

Suicide Squad is een Amerikaanse misdaadfilm uit 2016, geregisseerd en geschreven door David Ayer. In de film spelen de superschurken van DC Comics de hoofdrol. Het is de derde film in het DC Extended Universe.

## Verhaal
De overheid is op zoek naar nieuwe middelen als de wereld opnieuw in gevaar komt. Ambtenaar Amanda Waller komt met een idee om een aantal superschurken die opgesloten zitten in de gevangenis, het gevaar te laten bestrijden in ruil voor strafvermindering. Deadshot, Harley Quinn, El Diablo, Captain Boomerang, Killer Croc en Slipknot zijn de gelukkigen die het vuile klusje mogen opknappen. Ze worden bijgestaan door een speciale eenheid onder leiding van officier Rick Flag. Zwaardspecialiste Katana in dienst van Waller gaat ook mee. Om er voor te zorgen dat de superschurken niet ontsnappen wordt er bij iedere schurk een micro-bomimplantaat in de nek geplaatst. Het gevaar dat bestreden moet worden is de archeoloog June Moone die bezeten is door bovennatuurlijke krachten en daarmee kan transformeren naar Enchantress. Ze wil de wereld vernietigen. Dezelfde Moone was ooit in dienst van Waller en de vriendin van Flag. Wanneer elders de Joker ontdekt waar zijn vriendin Harley Quinn zich bevindt, gaat hij haar bevrijden. Het eerste slachtoffer onder de superschurken is Slipknot, die denkt dat hij toch kan ontsnappen als ze in het centrum van de stad zijn. Al snel krijgen ze te maken met een leger van zombies en Enchantress' broer Incubus, die tot leven komt door haarzelf. Tijdens de strijd tegen het kwade schakelt de Joker de verbinding van de microbom van Quinn uit en komt haar redden met een helikopter. Aan een touw ontsnapt Quinn met de helikopter. De helikopter wordt neergeschoten door het leger van Waller, en Quinn springt op een dak nog voordat de helikopter explodeert. Wanneer Quinn weer bij het team is aangesloten, gaan ze verder om de kwade bedoelingen van Enchantress te stoppen. Wanneer het team zijn krachten bundelt en Incubus uitschakelt, probeert Enchantress het team te verleiden met hun diepste verlangens. El Diablo, die daar niet intrapt, brengt zijn team weer in de strijd tot een laatste offensief om Enchantress te verslaan. Wanneer het levenloze lichaam van Moone op de grond ligt, denkt Flag dat hij haar definitief kwijt is. De echte Moone komt toch weer tot leven. Het team van superschurken verwacht dat ze worden vrijgelaten. Ze krijgen echter te horen dat ze tien jaar korter gevangenisstraf krijgen op hun levenslange straf. Alleen Deadshots wens om even bij zijn dochter te zijn, wordt vervuld. Wanneer iedereen weer in de gevangenis zit, wordt Quinn toch nog bevrijd door de Joker, die het ongeluk heeft overleefd. Na de aftiteling gaat de film verder en zien we Bruce Wayne een deal sluiten met Waller.

## Rolverdeling
| Acteur                   | Personage                                    |
| ------------------------ | -------------------------------------------- |
| Will Smith               | Floyd Lawton / Deadshot                      |
| Margot Robbie            | Dr. Harleen F. Quinzel / Harley Quinn        |
| Jared Leto               | Joker                                        |
| Joel Kinnaman            | Rick Flag                                    |
| Jai Courtney             | George "Digger" Harkness / Captain Boomerang |
| Cara Delevingne          | June Moone / Enchantress                     |
| Viola Davis              | Amanda Waller                                |
| Jay Hernandez            | Chato Santana / El Diablo                    |
| Adewale Akinnuoye-Agbaje | Waylon Jones / Killer Croc                   |
| Karen Fukuhara           | Tatsu Yamashiro / Katana                     |
| Adam Beach               | Christopher Weiss / Slipknot                 |
| Ike Barinholtz           | Griggs                                       |
| Scott Eastwood           | GQ Edwards                                   |
| Alain Chanoine           | Businessman / Incubus                        |
| Common                   | Monster T                                    |
| Jim Parrack              | Frost                                        |
| Shailyn Pierre-Dixon     | Zoe Lawton                                   |
| Corina Calderon          | Grace Santana                                |
| Ben Affleck              | Bruce Wayne / Batman                         |
| Ezra Miller              | Barry Allen / The Flash                      |

## Achtergrond

### Productie
De eerste opnamen vonden plaats in de Pinewood Studios in Toronto vanaf half april 2015. De opnames eindigden in september 2015. Een sneeuwstorm-scène werd gefilmd op 29 april, eveneens in Toronto. Op 5 mei werd in de binnenstad gefilmd. Later die maand werd er een stuntman gezien in Batman-kostuum die achter de Joker en Harley Quinn aanzat.
Op 13 juli 2015 heeft Warner Bros. Pictures de eerste trailer vrijgegeven.
Acteur Jared Leto kreeg veel kritiek voor zijn gedrag achter de schermen. Leto, voorstander van methodacting, stuurde zijn acteur-collega's - ter voorbereiding van zijn personage als doorgedraaid figuur - dode varkens, kogels, een levende rat, seksspeeltjes en gebruikte condooms. Naar eigen zeggen deed hij dit om een bepaalde dynamiek te creëren op de set; "een element van verrassing, spontaniteit".

### Muziek
De originele filmmuziek werd gecomponeerd door Steven Price, die eerder ook al met de film Fury een samenwerking had met David Ayer. De film bevat ook muziek van Twenty One Pilots met Heathens, Lil Wayne, Wiz Khalifa & Imagine Dragons met Sucker for Pain en Skrillex & Rick Ross met Purple Lamborghini die ook zijn vrijgegeven op single en op de originele soundtrack.

### Ontvangst en opbrengst
De film werd verdeeld ontvangen op de site Rotten Tomatoes waar het 26% goede reviews, gebaseerd op 245 beoordelingen en op de site Metacritic met een score van 40/100, gebaseerd op 53 critici.
De film bracht in het openingsweekend (5 t/m 7 augustus 2016) in Noord-Amerika 133.682.248 Amerikaanse dollar op, goed voor plaats 20 aller tijden. Een opbrengstrecord behaalde de film in Noord-Amerika in de categorie beste opbrengst van de maand augustus aller tijden. De film bracht in het openingsweekend (5 t/m 7 augustus 2016) wereldwijd 267.105.000 Amerikaanse dollar op, goed voor plaats 24 aller tijden.